# 嵐吉三郎 (7代目)
七代目 嵐 吉三郎（しちだいめ あらし きちさぶろう、1894年（明治27年）12月1日 - 1973年（昭和48年）2月11日）は昭和に活躍した上方系の歌舞伎役者。屋号は岡嶋屋。定紋は三つ吉、替紋は三つ柏。本名は北上 弥之助（きたがみ やのすけ）。

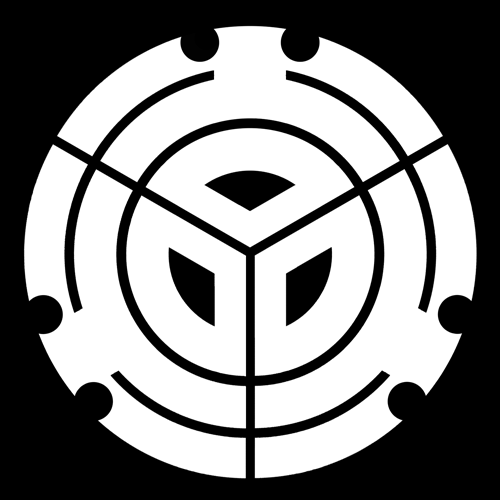
三つ吉

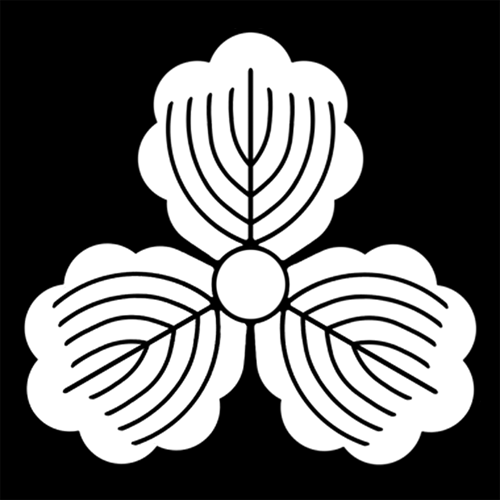
三つ柏

## 概要
東京の生まれ。生家は電気商。1908年（明治41年）10月に初舞台。1910年（明治43年）10月大阪の十一代目片岡仁左衛門に加わり片岡當之助を名乗る。1917年（大正6年）名題となり以後東西の舞台で活躍。
1928（昭和3年）2月大阪中座で七代目嵐吉三郎を襲名。以後関西歌舞伎で活躍。1958（昭和33年）大阪府民劇場奨励賞。1970年（昭和45年）勲五等旭日章を受章。1973年（昭和48年）1月大阪新歌舞伎座の『義経千本桜』の川連法眼が最後の舞台となる。脇役として活躍する。芸域は非常に広く、とりわけ宇野信夫監修、二代目中村鴈治郎と三代目中村鴈治郎と共演した『曽根崎心中』では油屋九平次を通算500回以上も勤め、生涯の当たり役といわれた。晩年は関西歌舞伎の凋落で思うように活動できなかった。
子は映画俳優・北上弥太郎としても活躍した八代目嵐吉三郎。

### 映画
- 大忠臣蔵（1957年、松竹） - 堀内傳右衛門 役